# Onthophagus niasensis
Onthophagus niasensis là một loài bọ cánh cứng trong họ Bọ hung (Scarabaeidae).